# Palazzo Carafa di Belvedere
Il palazzo Carafa di Belvedere era un palazzo monumentale di Napoli, ubicato in via Pallonetto di Santa Chiara n. 28.
Il palazzo fu eretto nel XVI secolo dalla famiglia Carafa di Belvedere e non fu mai completato dai Carafa, in quanto il principe Carlo Carafa sposò Elisabetta, figlia di Ferdinando van den Eynde, I marchese di Castelnuovo, ed ebbe in dote la villa in via Belvedere al Vomero, frequentata dalla regina Maria Carolina, sposa di re Ferdinando nel 1768.
Nel 1830 il palazzo venne acquistato dal cavalier don Giuseppe Sorge, che lo volle completare a proprie spese per il matrimonio da contrarre con donna Rosa Bisaccia de' Pignatelli.
Il 16 aprile 1836; in esso nacque Enrico, il primogenito maschio della famiglia Sorge, che sposerà donna Carmela Forgiero de' Caracciolo ed andrà ad abitare in un altro palazzo Sorge costruito a lato della strada Santa Teresa che portava e porta alla Reggia di Capodimonte.
Durante i bombardamenti della seconda guerra mondiale il fabbricato fu gravemente lesionato (i residenti erano sfollati in Ariano Irpino ove perirono per spari da aereo su civili) e le rovine sono rimaste nel recinto fino al 1975, quando lo spazio fu occupato da un parcheggio. Molti reperti vennero trafugati nella rimozione macerie, tra cui i leoncini in pietra con Giglio Borbonico, posti ai lati del portale d'ingresso.
La struttura rinascimentale è conservata soltanto nel basamento delle pareti esterne e in parte nel cortile, mentre all'esterno sono visibil i resti di una base di lesena con gli incastri di essa in mattone e alcuni pezzi di decorazioni in piperno.